# Ганнс-Плейнс (пещера)
Ганнс-Плейнс (англ. Gunns Plains Cave) — карстовая пещера.
Находится на острове Тасмания.
Расположена в 20 километрах от города Алверстон. Пещера была впервые обнаружена в 1906 году. Начиная с момента открытия её постоянно посещают туристы. Для осмотра оборудовано около 275 метров данной пещеры, ещё порядка одного километра её длины труднодоступны.